# Алвалл, Нильс
Нильс Алвалл (швед. Nils Alwall, 7 октября 1904, Киаби — 2 февраля 1986, Лунд) — шведский профессор, пионер в изучении гемодиализа, а также является создателем первого аппарата для диализа — искусственной почки. Ещё одна его заслуга — разработка метода ультрафильтрации и введение принципа гемофильтрации крови. При жизни Алвалла прозвали «отцом экстракорпоральной очистки крови и её компонентов».

## Биография
Изучал физиологию и фармакологию в Университете города Лунда. В 1932 году получил ученую степень, в 1935 защитил диссертацию и стал доктором наук. Читал в качестве профессора лекции по болезням почек с 1957 по 1971 годы. В 1957 году был назначен деканом открывшейся в этом же году кафедры нефрологии в Лундский университет.
В 1941 году женился на Эллен Алвалл. Имел троих детей — Андерса, Маргарету и Патрика.

## Искусственная почка

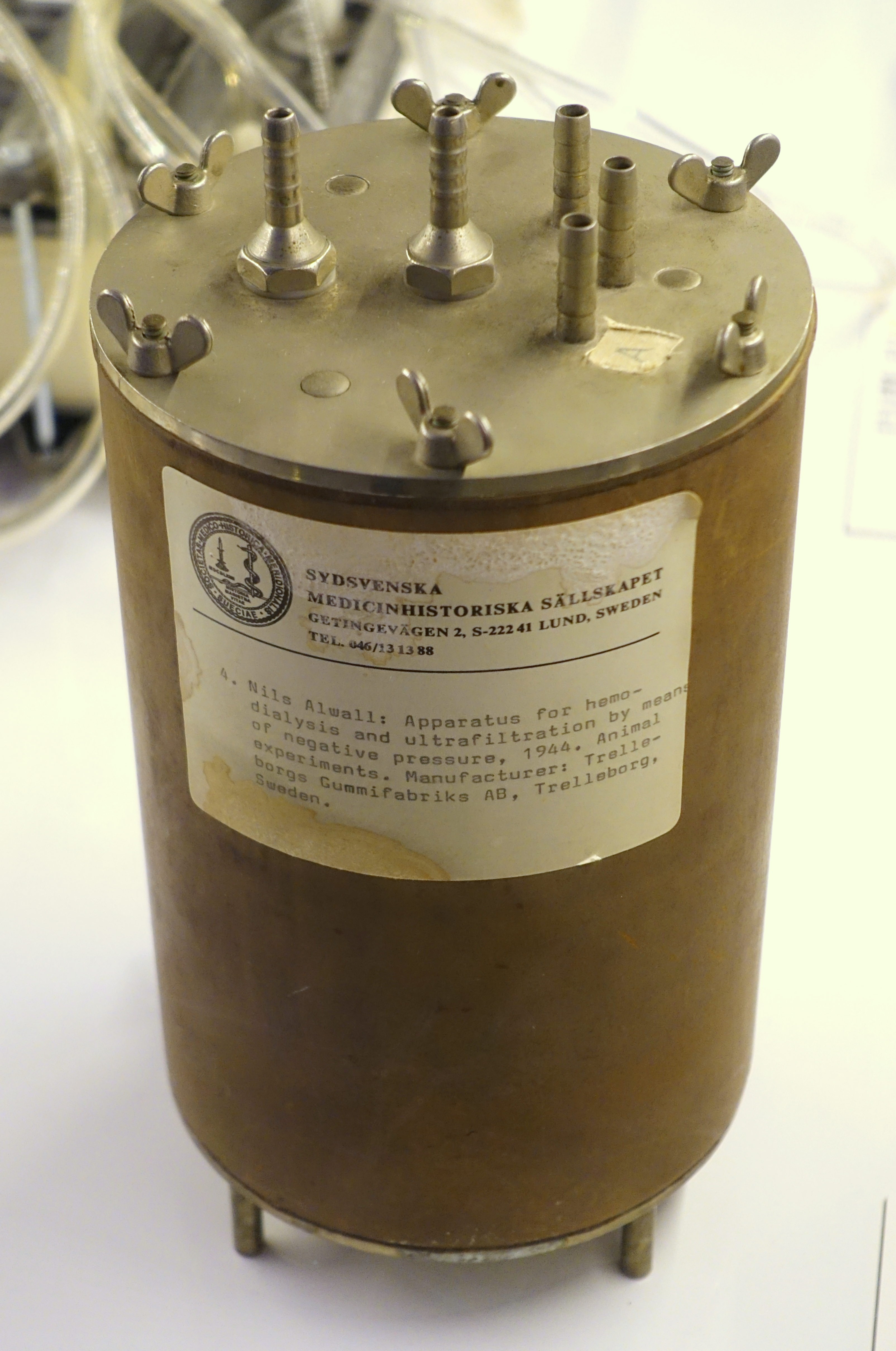
Аппарат для диализа, испытанный на кроликах, 1944 год

Голландец Виллем Йохан Колфф в 1943 году впервые создал аппарат, имитирующий работу почки. Но его невозможно было применять клинически, так как конструкция не позволяла выводить избыток жидкости. Тогда Алвалл модифицировал конструкцию почки Колффа, поместив её внутрь корпуса из нержавеющей стали. Это дало возможность выводить жидкость путём создания отрицательного давления во внешнем корпусе. Таким образом, это устройство для диализа стало по-настоящему первым в своём роде и приносило значительные результаты.
Первый раз искусственная почка была испытана на пациенте с острой почечной недостаточностью 3-4 сентября 1946 года. Операция была удачна, но тем не менее пациент скончался от пневмонии. Ранее Альвалл тестировал своё изобретение на подопытных кроликах.
Также Алвалл работал над изобретением артериовенозного шунта. В 1948 году ему удалось создать его. В дальнейшем это положило начало созданию диализатора. С помощью этого устройства более 1500 пациентов было вылечено в период с 1946 по 1960 годы. Это достижение было отмечено на Первом Международном Конгрессе по нефрологии, который состоялся в Эвиане, Франция в сентябре 1960 года.
В 2007 году было анонсировано, что двое пациентов Альвелла, перенесших операцию по замене почки, до сих пор живы. Операции были проведены в 1968 и 1971 годах, они прожили с ними более 35 лет и являются старейшими из известных пациентов, кто до сих пор живёт с искусственной почкой.
Помимо своей научной деятельности, Альвалл вместе с шведским бизнесменом Хольгером Крафордом в 1964 году основал компанию Gambro, Inc, которая занималась производством оборудования для диализа. Первая искусственная почка была выпущена этой компанией в 1967 году. Также компания разрабатывала технологии по очистке крови и её компонентов.

## Признание заслуг
Альвалл был поистине выдающимся человеком в своей области. В его честь была создана ежегодная премия The Nils Alwall Prize «за новаторские исследования в области заместительной почечной терапии».
В 2009 году в Лунде один из корпусов больницы при одноименном университете был назван в честь Нильса Альвалла. Также одна из детских больниц носит его имя (Alwallhuset).